# Dictyophara nilgiriensis
Dictyophara nilgiriensis är en insektsart som beskrevs av William Lucas Distant 1906. Dictyophara nilgiriensis ingår i släktet Dictyophara och familjen Dictyopharidae. Inga underarter finns listade i Catalogue of Life.